# مانشستر يونايتد موسم 2006–07
كان موسم 2006–07 هو الموسم الخامس عشر لمانشستر يونايتد في الدوري الإنجليزي الممتاز، والموسم الثاني والثلاثين على التوالي في الدرجة الأولى لكرة القدم الإنجليزية.  استمتع يونايتد بموسم أكثر نجاحًا بكثير من المواسم الثلاثة السابقة، حيث فاز بالدوري الإنجليزي الممتاز بفارق ست نقاط عن تشيلسي. كما وصلوا إلى نهائي كأس الاتحاد الإنجليزي ونصف نهائي دوري أبطال أوروبا، حيث خسروا أمام تشيلسي وميلان على التوالي. ومع ذلك، وعلى الرغم من نجاحهم في المسابقات الكبرى، لم يتمكن النادي من الدفاع عن لقب كأس الرابطة الذي فاز به في 2005–06، حيث خسر أمام ساوثيند يونايتد في الجولة الرابعة.
لم يكن مانشستر يونايتد مهيمناً على مستوى الفريق في 2006–07 فحسب، بل وعلى المستوى الفردي أيضاً، حيث حصل ثمانية لاعبين من يونايتد على مكان في فريق العام في الدوري الإنجليزي الممتاز، بالإضافة إلى حصول كريستيانو رونالدو على ما لا يقل عن ثماني جوائز فردية لأدائه على مدار الموسم، وفوز السير أليكس فيرغسون بجائزة أفضل مدرب في الدوري الإنجليزي الممتاز.
كما شهد موسم 2006–07 الذكرى الخمسين لدخول فريق لاعبو بسبي إلى المسابقات الأوروبية للمرة الأولى. تميز الحدث بمباراة كرة قدم خيرية، تم تنظيمها بالتعاون مع الاتحاد الأوروبي لكرة القدم، الذي كان يحتفل بمرور 50 عامًا على توقيع معاهدة روما، ضد فريق من أفضل اللاعبين من أفضل الأندية الأوروبية.